# سحيم
سحيم إحدى قرى مركز السنطة التابع لمحافظة الغربية بجمهورية مصر العربية، وتجاورها قرى تطاي والجعفرية وبلوس الهوى وكفر سليمان عوض.

## التاريخ
اسمها الأصلي كفر بني سحيم، وردت القرية في التحفة السنية بأسماء البلاد المصرية باسم كفر سحيم وفي عد تاريخ 1228 هـ باسمها الحالي. ذكرها علي مبارك في كتابه الخطط التوفيقية، حيث ذكر أنها من قرى في مديرية الغربية قسم الجعفرية، وأن ثلاث مساجد بكل منها ضريح. وذكر أن البلدة بها معمل دجاج وثلاث بساتين وماكينة لري الزراعة.

## السكان
بلغ عدد سكان سحيم 11,086 نسمة حسب تقدير عام 2018.
| السنة  | 1882   | 1897 | 1907 | 1927 | 1947 | 1960 | 1976 | 1986 | 1996 | 2006  | 2018   |
| ------ | ------ | ---- | ---- | ---- | ---- | ---- | ---- | ---- | ---- | ----- | ------ |
| القرية | 13,650 | 2235 | 2335 | 2977 | 2755 | 3528 | 4345 | 5279 | 6718 | 7,808 | 11,086 |